# Maria Pilar Riba Font
Maria Pilar Riba Font, femme politique andorrane, née le 10 mai 1944. Elle est membre du Parti social-démocrate (Andorre). Elle siège au conseil général, le parlement de la Principauté, de 2005 à 2011.